# Karol Kiedrzyński
Karol Kiedrzyński (ur. 5 lipca 1897 w Pietropawłowsku, zm. 13 lipca 1942 w KL Auschwitz) – rotmistrz Wojska Polskiego, działacz niepodległościowy, kawaler Orderu Virtuti Militari.

## Życiorys
Urodził się 5 lipca 1897 w Pietropawłowsku, w ówczesnym obwodzie akmolińskim, w rodzinie Franciszka Władysława i Wiktorii z Golczów. W 1903, po śmierci ojca, przyjechał do Warszawy. W 1915 ukończył 8-klasową Szkołę Realną Witolda Wróblewskiego. Przed I wojną światową był studentem Politechniki i członkiem Polskiej Drużyny Strzeleckiej w Warszawie.
12 lutego 1915 wstąpił do Legionów Polskich i został przydzielony do II plutonu 2. szwadronu I Dywizjonu Kawalerii. Od 28 września tego roku służył na froncie. 7 lipca 1916 pod Trojanówką został ranny i wzięty do niewoli. Uwolniony w drodze wymiany jeńców. 14 lutego 1917 zwolniony ze szpitala w Litomierzycach jako inwalida. 9 kwietnia 1917 znajdował się w Stacji Zbornej Legionów Polskich w Pradze i został przedstawiony do odznaczenia austriackim Krzyżem Wojskowym Karola. 30 czerwca 1917 w Lublinie został zwolniony z Legionów, jako niezdolny do wszelkiej służby. 
1 czerwca 1921 jako podporucznik znajdował się w Szpitalu Mokotowskim w Warszawie, a jego oddziałem macierzystym był 27 pułk ułanów. Później został formalnie przeniesiony do rezerwy i jako oficer rezerwy zatrzymany w służbie czynnej, w 1 pułku szwoleżerów w Warszawie. 8 stycznia 1924 został zatwierdzony w stopniu porucznika ze starszeństwem z 1 kwietnia 1921 i 2. lokatą w korpusie oficerów rezerwy jazdy. Później, w tym samym stopniu i starszeństwie, został przemianowany na oficera zawodowego. W listopadzie 1924 został przydzielony z macierzystego pułku do 2 szwadronu pionierów w Warszawie na stanowisko młodszego oficera szwadronu. 2 kwietnia 1929 prezydent RP nadał mu z dniem 1 stycznia 1929 stopień rotmistrza w korpusie oficerów kawalerii i 27. lokatą. W kwietniu 1933 został przeniesiony do Departamentu Kawalerii Ministerstwa Spraw Wojskowych na stanowisko referenta. W marcu 1934 był w tym departamencie kierownikiem referatu. Z dniem 1 listopada 1934 do Biura Personalnego MSWojsk. Z dniem 1 listopada 1935 został przeniesiony w stan spoczynku. 18 grudnia tego roku jako oficer stanu spoczynku został przeniesiony do Oficerskiej Kadry Okręgowej Nr I, do dyspozycji dowódcy Okręgu Korpusu Nr I. Mieszkał w Warszawie przy ul. 29 Listopada 24 m. 8. Sekretarz Sądu Koleżeńskiego Okręgu Stołecznego Związku Legionistów Polskich od 1937.
W czasie okupacji niemieckiej, w Warszawie, wraz z żoną Wandą z Puzinowskich włączył się w działalność konspiracyjną. 19 lub 20 listopada 1941 oboje zostali aresztowani przez Gestapo i osadzeni na Pawiaku. 18 kwietnia 1942 Karol przybył do obozu koncentracyjnego Auschwitz, gdzie został zamordowany 13 lipca tego roku, natomiast Wanda została skierowana do obozu Ravensbrück, ale przeżyła. Symboliczny grób Karola Kiedrzyńskiego znajduje się na Cmentarzu Powązkowskim w Warszawie, gdzie pochowana została jego żona i teściowa.
Według Tadeusza Kryska-Karskiego rotmistrz Karol Kiedrzyński we wrześniu 1939 walczył w obronie Warszawy na stanowisku kwatermistrza 336 pułku piechoty. Natomiast według Ludwika Głowackiego kwatermistrzem 336 pp był rotmistrz Antoni Kiedrzyński. 28 września 1939 dowódca Armii „Warszawa” gen. dyw. Juliusza Rómmla odznaczył rotmistrza Antoniego Kiedrzyńskiego, kwatermistrza 336 pp Krzyżem Walecznych po raz czwarty. Wymieniony oficer dostał się do niemieckiej niewoli i przebywał kolejno w Oflagach X A, X C i VI B Dössel (od 17 września 1942).

## Ordery i odznaczenia
- Krzyż Srebrny Orderu Wojskowego Virtuti Militari nr 5426 – 17 maja 1922[29][1][30]
- Krzyż Niepodległości – 12 maja 1931 „za pracę w dziele odzyskania niepodległości”[31]